# Estação Tioplyi Sstan
Tioplyi Sstan (em russo:  Тёплый Стан) é uma das estações da linha Kalujsko-Rijskaia (Linha 6) do Metro de Moscovo, na Rússia. Estação «Tioplyi Sstan» está localizada entre as estações «Iassenevo» e «Conhcovo».